# Daphniphyllum majus
Daphniphyllum majus là một loài thực vật có hoa trong họ Daphniphyllaceae. Loài này được Müll.Arg. miêu tả khoa học đầu tiên năm 1865.